# 渋谷鷲郎
渋谷 鷲郎（しぶや わしろう）は、幕末の武士（幕臣）。名は和四郎と記されることも多い。一名に昌とも。関東取締出役の職にあり、農兵銃隊の企画・育成を主導した。
『藤岡屋日記』に「強ひものないとうへ見ぬ鷲郎が宿へ来られて面は渋谷」という落首が記されており、「渋谷」の読みが4音になることから、中根賢は姓の読みは「しぶたに」であろうと推定している。一方、子孫である渋谷俊（山梨日日新聞編集局長）の姓は「しぶや」である。

## 生涯

### 出自・出流山事件まで
父は武蔵国多摩郡押立村（現・東京都府中市押立町）の農家・川崎斉兵衛の子、雄蔵。川崎家は川崎平右衛門家の分家であり、雄蔵は宗家に招かれて代官元締手代などを務めたのち、縁戚の絶家・渋谷家を再興、晩年は小石川に居を構えて安政2年末（1856年）に没した。
その長男の鷲郎は当初、甲州市川代官所（現・山梨県西八代郡市川三郷町市川大門）の代官手付を務めたといい、甲府二十人町の秋葉家から妻・信乃をめとる。のち代官佐々井半十郎に所属し、元治2年正月（1864年末ないし翌1865年初頭）ごろから関東取締出役を務める。天狗党の乱に際しては、加賀藩に投降した天狗党の参加者らに処刑を申し渡し、執行に立ち会った。
甲府勤番井上平助の次男・忠徳を養子に迎える。忠徳は安政4年9月（1857年10月）生まれで、養子に入ったのは幼時である。
上州岩鼻陣屋（現・群馬県高崎市岩鼻町）詰で迎えた慶応3年、関東取締出役は従来の勘定奉行に加えて関東在方掛への帰属を強め、渋谷は岩鼻詰の関東在方掛・木村勝教のもとで活動することになる。この年の10月（1867年11月）、複雑に入り組んだ上武両国の旗本領に支配を行き渡らせるため、岩鼻陣屋の支部として羽生城跡に羽生陣屋（現・埼玉県羽生市東）を新設すると、渋谷は周辺の農民を徴発して農兵銃隊を育成し、警備させた。陣屋の建設は資金と人手の両面で農民の負担となって不満が蓄積したが、岩鼻陣屋のバックアップを強固にし、上州・野州諸藩が新政府軍になびくことを阻止するため、建設は強行された。
同年11月（1867年12月）、相楽総三らが企てて竹内啓らが実行した出流山事件を鎮圧するため、自ら組織した農兵銃隊を率いて出動し、挙兵した浪士たちを壊滅させる。この功績により支配勘定に昇進したが、12月20日の夜、報復として相楽らが差し向けた峰尾小一郎忠通らに自邸を襲撃され、家来1人が死亡した。鷲郎は出張廻村のため留守にしており、妻の信乃は隣の屋敷に逃れて無事であった。

### 戊辰戦争と晩年
戊辰戦争が始まった慶応4年正月（1868年2月）、新政府軍の来襲に備え、渋谷は上州一帯での農兵銃隊の取立を急いだ。15日、熊谷宿に出張中の渋谷は新町宿寄場役人を通して村々に通達し、1,000石につき2人（のち100石につき1人に変更）の壮健な者を差し出させようとした。隊員には1人につき銀10匁の手当を出し、ゲベール銃を貸与して西洋式調練を行う計画だった。村々は難色を示して減免の陳情を行うも、渋谷は強硬にこれを拒絶し、脅迫を加えた。しかし、高崎藩領では村々が藩役所から対応無用の下達を得て拒否に成功、つづき旗本領でも村々が領主の支持を得て、指令撤回に至った。最後に残った岩鼻陣屋が直接支配する13か村では、大惣代が銃隊取立に介在していることを知り、激昂して大惣代を引退に追い込んだのち、陣屋攻撃の体制をとるに至った。その他、取立の指令を受けた各地での拒絶・反対運動をうけ、2月15日に渋谷は銃隊編成を断念、同月19日に役人らは陣屋を退去し、西上州は新政府軍の下向を前にして政治上の空白地帯となった。
陣屋を去った渋谷はその後、古屋佐久左衛門が率いる衝鋒隊に加わる。衝鋒隊の副長には慶応2年5月に岩鼻陣屋へ剣術師範として派遣された経歴のある今井信郎がおり、渋谷はこのことから去就を決めたとも考えられる。梁田の戦いで敗れた後、出流山事件の際に交流があった下野国安蘇郡小中村（現在の栃木県佐野市）の名主・石井郡造の支援を受け、衝鋒隊に復帰する。会津戦争などを転戦するが、越後で士官名簿から名前が消える。戦後（年は不明）、元関東取締出役として同僚だった望月善一郎久正が小島鹿之助宛に送った書簡では、生存者の1人として渋谷の名が挙げられている。
忠徳の子の渋谷俊によると、維新後は僧形となって俳諧を嗜んだ一方、東京府に出仕して小笠原諸島に勤務し、1887年（明治20年）ごろまで現地にいた。最晩年には妻子とともに佐原に住んだのち、忠徳が甲府へ転勤になると妻とともに小石川の旧居へ移る。1890年（明治23年）10月にそこで没したとき、歳は「七十幾つか」であったという。

## 関連作品
- 『さむらい鴉』- 早乙女貢の小説。主人公に「関八州取締役の渋谷和四郎」を据えているが、内容は史実とは異なる。